# Cuniculus (canal)
|  | No s'ha de confondre amb Cuniculus. |

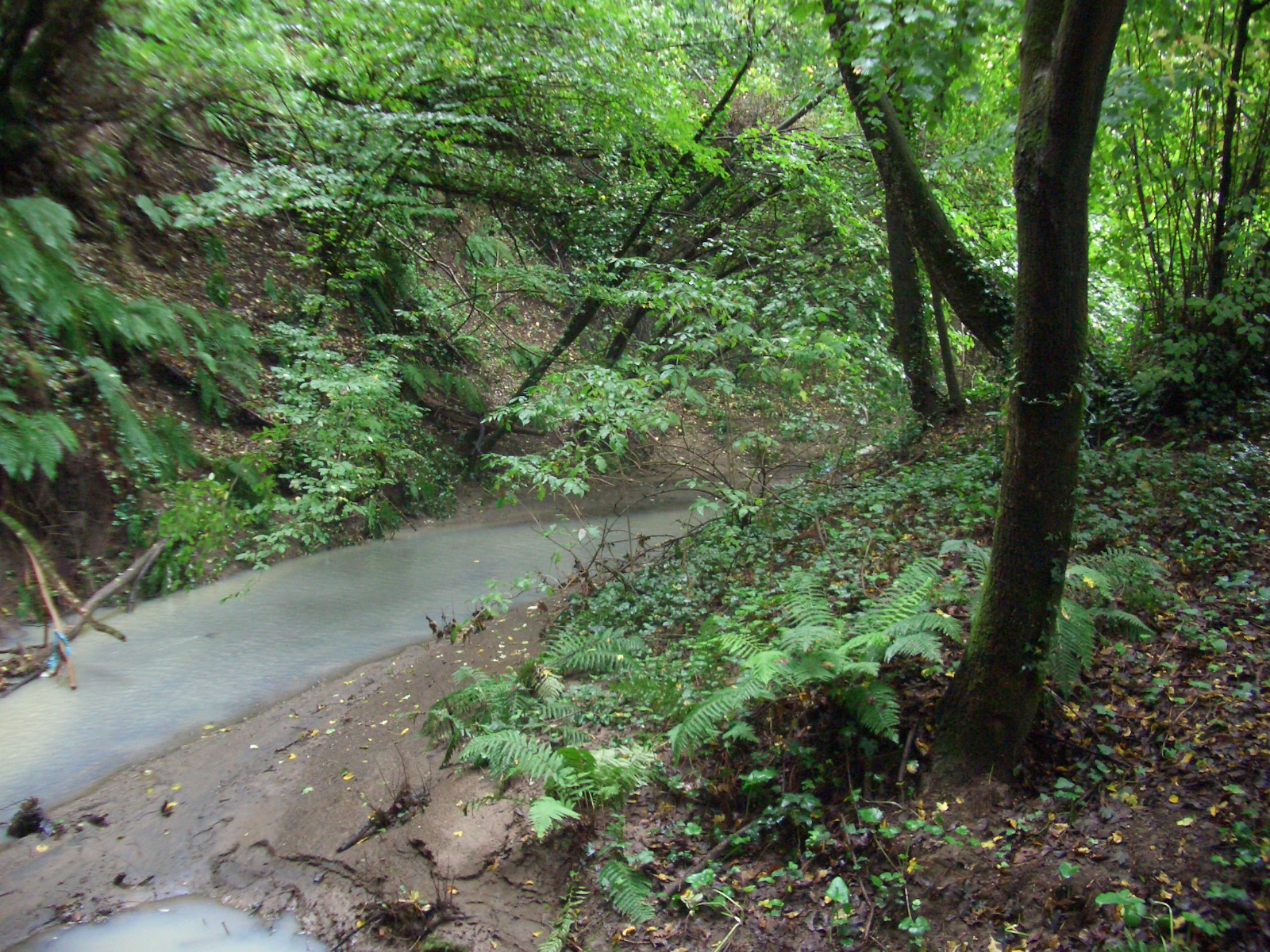
Fosso dei Costaroni, restes d'un cuniculus etrusc a Formello.

Secció d'un qanat o mina d'aigua. Un cuniculus era físicament idèntic.

Un cuniculus (plural cuniculi) és un tipus de canal d'aigua, usat per antigues civilitzacions a la Península italiana. Com que l'ús general italià antic deriva de l'ús etrusc, el terme té importància, particularment, per referir-se als cuniculus etruscs.

## Descripció
Un cuniculus podia tenir qualsevol forma des d'una forma de canal fins a un complex sistema de túnels. Els usos van ser múltiples: reg, drenatge, desviament, subministrament, etc.
La ciutat de Veii es va destacar pel seus cuniculi. La comunitat italiana de Formello al nord de Veii era famosa pels nombrosos cuniculi allà existents.
Els romans van usar els cuniculi de Veii per minar la seva ciutadella.

## Construccions similars

### Albelló
Les definicions oficials d'albelló indiquen un canal superficial o un conducte subterrani per donar sortida a les aigües sobreres o brutes.
- Els albellons de drenatge correspondrien als antics cuniculums (cuniculi en llatí). En principi les aigües conduïdes no eren potables però tampoc no eren brutes.
  - Els albellons de drenatge tenien una aplicació en la regulació de les aigües dels camps i de les mines, impedint acumulacions d'aigua.[5][6][7]

### Mina d'aigua
Des del punt de vista constructiu, una mina d'aigua és idèntica a un cuniculum.

### Mines desetge
En el setge de ciutats o castells amb muralles un dels mètodes d'atac era l'excavació de mines fins que els atacants podien situar-se per sota del mur amb possibilitats d'enderrocar-lo. En època romana aquestes mines es coneixien amb el terme cuniculus i els sapadors que hi treballaven cuniculari.
- En alguns setges, els atacants aprofitaven els albellons existents.
- Una de les tàctiques típiques de defensa eren les contra-mines.[8][9]